# 享保の打ちこわし
享保の打ちこわし（きょうほうのうちこわし）とは、江戸時代中期の1733年（享保18年）の江戸で起こった庶民による打ちこわしである。
1732年（享保17年）夏に起こった享保の大飢饉による米不足で米価が高騰した際、庶民の間で米価高の原因は徳川吉宗に協力し、米価の安定に尽力していた米商人の高間伝兵衛が米を買い占め、米価をつり上げようとしているという噂が立った。それに対し、幕府は米を供出するなどして米価を下げようとしたが失敗した。
そして、1733年（享保18年）正月に高間伝兵衛の自宅を1700人の庶民が襲い、家材道具や米俵等を川に投げ入れるなどした。これが江戸時代最初の打ちこわしとされている 。
なお、その時高間伝兵衛は房総にあった自宅に戻っていたので無事であった。その後、高間伝兵衛は自身が所持していた多量の米を放出して米価の安定に努めた。幕府は打ちこわしに関わった中心人物数人を流刑にした。